# Mike Rupp
Michael Francis "Mike" Rupp, född 13 januari 1980 i Cleveland, Ohio, är en amerikansk professionell ishockeyspelare som spelar för Minnesota Wild i NHL. Rupp är en hårt arbetande forward som tidigare representerat NHL-klubbarna Phoenix Coyotes, Columbus Blue Jackets, New Jersey Devils, Pittsburgh Penguins och New York Rangers även ett flertal AHL-klubbar.
Mike Rupp valdes i NHL-draften två gånger, först 1998 som 9:e spelare totalt av New York Islanders, sedan 2000 som 76:e spelare totalt av New Jersey Devils.
Rupp vann Stanley Cup med New Jersey Devils 2003. Han spelade 4 matcher i slutspelet och gjorde 1 mål och 3 assist. Hans mål betydde 1-0 i den sjunde och avgörande finalmatchen mot Anaheim Mighty Ducks som New Jersey Devils vann med 3-0. Han assisterade också Jeff Friesen till 2-0 och 3-0.

## Statistik

### Klubbkarriär
| 1997–98    | Windsor Spitfires     | OHL        | 38  | 9  | 8  | 17 | 60  | —  | — | — | —  | —  |
| 1997–98    | Erie Otters           | OHL        | 26  | 7  | 3  | 10 | 57  | 7  | 3 | 1 | 4  | 6  |
| 1998–99    | Erie Otters           | OHL        | 63  | 22 | 25 | 47 | 102 | 5  | 0 | 2 | 2  | 25 |
| 1999–2000  | Erie Otters           | OHL        | 58  | 32 | 21 | 53 | 134 | 13 | 5 | 5 | 10 | 22 |
| 2000–01    | Albany River Rats     | AHL        | 71  | 10 | 10 | 20 | 63  | —  | — | — | —  | —  |
| 2001–02    | Albany River Rats     | AHL        | 78  | 13 | 17 | 30 | 90  | —  | — | — | —  | —  |
| 2002–03    | Albany River Rats     | AHL        | 47  | 8  | 11 | 19 | 74  | —  | — | — | —  | —  |
| 2002–03    | New Jersey Devils     | NHL        | 26  | 5  | 3  | 8  | 21  | 4  | 1 | 3 | 4  | 0  |
| 2003–04    | New Jersey Devils     | NHL        | 51  | 6  | 5  | 11 | 41  | —  | — | — | —  | —  |
| 2003–04    | Phoenix Coyotes       | NHL        | 6   | 0  | 1  | 1  | 6   | —  | — | — | —  | —  |
| 2004–05    | Danbury Trashers      | UHL        | 14  | 5  | 5  | 10 | 30  | 11 | 3 | 4 | 7  | 38 |
| 2005–06    | Phoenix Coyotes       | NHL        | 1   | 0  | 0  | 0  | 0   | —  | — | — | —  | —  |
| 2005–06    | Columbus Blue Jackets | NHL        | 39  | 4  | 2  | 6  | 58  | —  | — | — | —  | —  |
| 2005–06    | Syracuse Crunch       | AHL        | 3   | 1  | 2  | 3  | 12  | —  | — | — | —  | —  |
| 2006–07    | New Jersey Devils     | NHL        | 76  | 6  | 3  | 9  | 92  | 9  | 0 | 1 | 1  | 7  |
| 2007–08    | New Jersey Devils     | NHL        | 64  | 3  | 6  | 9  | 58  | 5  | 0 | 1 | 1  | 2  |
| 2008–09    | New Jersey Devils     | NHL        | 72  | 3  | 6  | 9  | 136 | 7  | 0 | 0 | 0  | 14 |
| 2009–10    | Pittsburgh Penguins   | NHL        | 81  | 13 | 6  | 19 | 120 | 11 | 0 | 0 | 0  | 8  |
| 2010–11    | Pittsburgh Penguins   | NHL        | 81  | 9  | 8  | 17 | 124 | 7  | 1 | 1 | 2  | 4  |
| 2011–12    | New York Rangers      | NHL        | 60  | 4  | 1  | 5  | 97  | 20 | 0 | 0 | 0  | 36 |
| NHL totalt | NHL totalt            | NHL totalt | 557 | 53 | 41 | 94 | 753 | 63 | 2 | 6 | 8  | 71 |